# Pereirabolbus castaneus
Pereirabolbus castaneus is een keversoort uit de familie cognackevers (Bolboceratidae). De wetenschappelijke naam van de soort werd in 1845 gepubliceerd door Johann Christoph Friedrich Klug.